# Egremont Russet

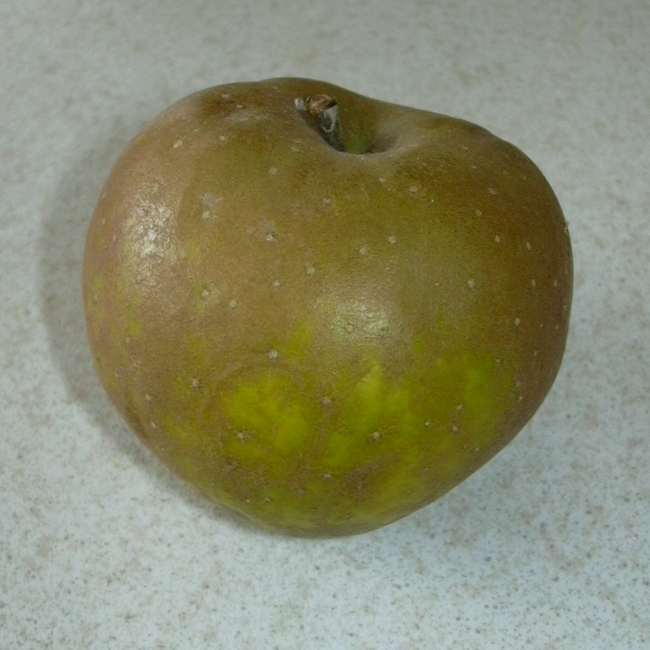
Pomme Egremont Russet

L'Egremont Russet est un cultivar de pommier domestique. 

## Origine
La variété est originaire de Petworth Sussex, en Angleterre, supposée créée par le comte d'Egremont. Elle a été introduite vers 1872.

## Description
- Usage : pomme à couteau.
- Fleurs : blanches.
- Peau : rousse et verte.

D'après un article de Delphine Chayet du Figaro santé du 30/04/2012 : « une équipe de chercheurs anglais du Royal Botanic Garden et de l'université Cranfield s'apprête à étudier des variétés de fruits d'antan, peu ou pas transformés par des siècles de sélection. Les scientifiques partent d'une étude montrant que la pomme Egremont Russet, une variété ancienne, contient dix fois plus de phytonutriments (des composants bioactifs dérivés des plantes qui ont des effets positifs sur la santé) que les pommes actuelles. »
C'est une variété très commune au Royaume-Uni et largement disponible dans les magasins horticoles.

## Parenté
Parents inconnus

## Pollinisation
Variété partiellement autofertile.
Groupe de floraison: A, B
Sources de pollen: Beauty of Bath

## Culture
- Cueillette: fin septembre